# Heinrich Pichmann
Heinrich Pichmann ist ein ehemaliger deutscher Boxer.

## Werdegang
Pichmann wurde 1980, 1981 und 1982 deutscher Amateurboxmeister im Schwergewicht.
Für die Bundesrepublik Deutschland trat er auf internationaler Ebene an, so beim Länderkampf gegen Schweden im September 1981.
In der Box-Bundesliga war er ab 1981 mit dem BC Gelsenkirchen-Erle vertreten.